# 正统托洛茨基主义
正统托洛茨基主义（英語：Orthodox Trotskyism）是托洛茨基主义的一个分支，旨在比其他自称托洛茨基主义者更密切地遵循列夫·托洛茨基、早期第四国际、弗拉基米尔·列宁和卡尔·马克思的哲学、方法和立场。
自称为正统托洛茨基主义的第一个托洛茨基主义国际组织是第四国际国际委员会。在1953年成立后不久，它发表了一封公开信，在信中将第四国际的传统描述为正统托洛茨基主义，并呼吁正统托洛茨基主义者支持第四国际国际委员会。正统托洛茨基主义体现了他们对第四国际国际书记处的反对，后者的政策被他们描述为“帕布洛主义”（得名于米歇尔·帕布洛）。第四国际国际委员会声称，只有它才捍卫了第四国际的原则，而“帕布洛派”则将国际工人运动屈从于官僚主义或资产阶级领袖之下。
美国斯巴达克斯主义联盟代表了正统托洛茨基主义的另一派。该组织的创始人詹姆斯·罗伯逊及其支持者因反对美国社会主义工人党与“帕布洛主义”和解，于1964年被开除出美国社会主义工人党。但与后来成立工人联盟（现为社会主义平等党）的前派系同僚不同，斯巴达克斯同盟并不拥护格里·希利的第四国际国际委员会，反对希利将菲德尔·卡斯特罗领导的古巴描述为“国家资本主义”而不是“畸形工人国家”。斯巴达克斯同盟后来成立了自己的国际，现在称为国际共产主义同盟（第四国际主义者）。